# It Happened in Paris (film fra 1919)
It Happened in Paris er en amerikansk stumfilm fra 1919 af David Hartford.

## Medvirkende
- Madame Yorska som Juliette / Yvonne Dupré
- Lawson Butt som Romildo
- Rose Dione som Creota
- Charles Gunn som Dick Gray
- Hayward Mack som Leon Naisson